# Urceolus costatus
Urceolus costatus is een soort in de taxonomische indeling van de Euglenozoa. Deze micro-organismen zijn eencellig en meestal rond de 15-40 mm groot. Het organisme komt uit het geslacht Urceolus en behoort tot de familie Peranemaceae. Urceolus costatus werd in 1910 ontdekt door F. Stein ex Lemmermann.